# Colasposoma subaureum
Colasposoma subaureum é uma espécie de escaravelho de folha da República Democrática do Congo, descrito por Jacoby em 1900.